# Тевкун Володимир Вікторович
Володимир Вікторович Тевкун (нар. 3 вересня 1988, Чернігів) — український волейболіст, діагональний, гравець чеського клубу «Пршибрам» та збірної України.

## Життєпис
Народився 3 вересня 1988 року в Чернігові. Починав грати у волейбол у рідному місті
Випускник гімназії в Михайло-Коцюбинському.
Грав у чернігівському «Буревіснику» (зокрема, у сезоні 2013-2014). 
У липні 2014 як гравець красноперекопської «Кримсоди» перейшов до львівського ВК «Барком-Кажани».
У сезоні 2018-2019 грав у складі білоруського «Шахтаря» (Солігорськ). 
Сезон 2021-2022 провів в складі ізраїльського клубу «Маккабі Хашарон». 
22 липня 2022 сайт львівського клубу «Барком-Кажани» повідомив про повернення Володимира до клубу.
У сезоні 2023-2024 перейшов в чеський клуб «Пршибрам».

### Збірній
Є гравцем збірної України.

## Клуби
- 2007-2014:  «Буревісник-ШВСМ» (Чернігів)
- 2013-2014:  «Кримсода» (Яни Капу)
- 2014-2018:  «Барком-Кажани» (Львів)
- 2018-2020:  «Шахтар» (Солігорськ)
- 2020-2022:  «Маккабі Хашарон» (Год-га-Шарон)
- 2022-2023:  «Барком-Кажани» (Львів)
- 2023-:  «Пршибрам» (Пршибрам)

## Досягнення

### Клубні
Україна 
- Чемпіон України:  2017-2018.
- Срібний призер України: 2016-2017.
- Переможець Кубка України (2): 2016-2017, 2017-2018.
- Фіналіст Кубка України: 2015-2016.
- Переможець Суперкубка України: 2016.
- Фіналіст Суперкубка України: 2017.

 Білорусь 
- Чемпіон Білорусі (2): 2018-2019, 2019-2020.
- Фіналіст Кубка Білорусі (2): 2018-2019, 2019-2020.

### У збірній
- Чемпіон Євроліги: 2017.

### Індивідуальні
- Найкращий бомбардир Кубка України 2016-2017.
- MVP Кубка України 2016-2017.
- Найкращий діагональнийКубка України 2016-2017.
- Найкращий догравальник [[Чемпіонату України 2016-2017.
- Найкращий бомбардир Чемпіонату України 2016-2017.